# Kanadský štít
Kanadský štít (anglicky Canadian Shield, Precambrian Shield, Laurentian Shield; francouzsky Bouclier canadien) je velká oblast obklopující Hudsonův záliv, která je částí Severoamerického štítu. Na severu zahrnuje značnou část Kanadských arktických ostrovů, na jihu sahá až k Velkým jezerům. Včetně dna Hudsonova zálivu a některých průlivů má rozlohu kolem 7 miliónů km².
Kanadský štít zabírá značnou část centrální a východní Kanady a malý kus amerického území přiléhající k Velkým jezerům. Základní horniny jsou prekambrického původu, dotvořené dlouhodobou a rozsáhlou ledovcovou činností. Půdní pokryv je tenký, často zcela chybí a vystupuje holá skála. Oblast je jen špatně odvodněna a pokryta řadou jezer. Jižní část pokrývá severský jehličnatý les, severní tundra a věčný led. Území je povětšinou jen málo zalidněné, výjimkou jsou jihovýchodní okrajové části, konkrétně oblasti Velkých jezer a řeky a zálivu svatého Vavřince, které jsou zalidněny velmi hustě (na kanadské poměry). Oblast je (s výjimkou výše zmíněných vysoce zabydlených oblastí) prosta větších průmyslových aglomerací, nicméně představuje rozsáhlý zdroj vody, dřeva a kamení, byť prozatím využívaný jen sporadicky. Žije zde značné množství zvěře, včetně kožešinové, která je však lovena jen omezeně.

## Členění
Podle H. S. Bostocka (1967) a The Atlas of Canada (viz Externí odkazy, Fyzickogeografická mapa Kanady) se do Kanadského štítu nepočítá většina Kanadského arktického souostroví (budovaného mladšími horninami) na severu ani Svatovavřinecké nížiny (Saint Lawrence Lowlands) na jihu. Vlastní štít mezi nimi se dělí na pět oblastí: Kazan, Davis, Hudson, James a Laurentian. Každá z nich má své vlastní geologické charakteristiky. Přibližná hranice mezi Kanadským štítem a Vnitřními rovinami se táhne podél východního okraje jezera Winnipeg v Manitobě, zhruba po 54. rovnoběžce k západu do Saskatchewanu, jezerní oblastí nad polovinou provincie se postupně stáčí k severozápadu, mezi jezery Claire (Vnitřní roviny) a Athabasca (Štít), podél Otročí řeky a napříč Velkým Otročím jezerem, k východnímu okraji Velkého Medvědího jezera a odsud k severovýchodu do Korunovačního zálivu. Melville Hills už neleží na Štítu, navzdory svým 884, resp. 876 (Atlas of Canada) m patří k Vnitřním rovinám.
Laurentinská oblast (Laurentidy) lemuje jižní okraj štítu a jmenuje se podle Řeky svatého Vavřince (Fleuve Saint-Laurent). Je to oblast vrchovin a náhorních plošin, které se zvedají náhle ze Svatovavřinecké nížiny po jejím severozápadním okraji. Podle Atlas of Canada dosahují nejvyšší nadmořské výšky kótou 1181 m; podle jiných pramenů je nejvyšším bodem Laurentid Mont Raoul Blanchard (1166 m).
Jamesova oblast leží severně od Laurentid, jmenuje se podle Jamesovy zátoky. Na západě sahá až do Manitoby, na severovýchodě pokrývá více než polovinu poloostrova Labrador. Najdeme zde roviny a plošiny. Nádrž Smallwood Reserve na Labradoru je nejvýchodnější území, které patří do Jamesovy oblasti. Severně od ní se po hranici provincií Québec a Newfoundland a Labrador táhne pohoří Torngat, které už patří do Davisovy oblasti. Území na jih a jihovýchod se řadí k Laurentidám. I tak ale Jamesova oblast na Labradoru dosahuje 1135 m v Otish Mountains (v podstatě severní pokračování Laurentid) na 52° s. š., 71° z. d..
Hudsonova oblast se jmenuje podle Hudsonova zálivu a představuje velkou sníženinu uprostřed štítu. Samotné dno Hudsonova zálivu představuje nejnižší partie štítu, které zaplavilo moře. Průměrná hloubka činí 100 m, nejnižší místo zálivu je hluboké 257 m. Do oblasti Hudson patří i Hudsonova nížina na pobřeží, bažinatá krajina s potlačeným glaciálním reliéfem a pásem vyvýšených pláží podél Hudsonova a Jamesova zálivu.
Kazanská oblast leží severozápadně od zálivu a jmenuje se podle řeky Kazan. Tvoří ji rozsáhlé bloky masivní horniny formované do plošin, pahorkatin a nížin. Nejvyšší body leží mezi 600 a 700 m (kóta 643 m na jihozápadním okraji Kazanské oblasti v Saskatchewanu). Na severovýchodě ještě vyčnívá vrchovina Keewatin. Ostrov Southampton už patří do Davisovy (vyšší severovýchod s kótou 625 m), resp. Hudsonovy (nížinný jihozápad) oblasti. Také poloostrov Melville na pevnině patří do Davisovy oblasti.
Davisova oblast leží severovýchodně od zálivu na severovýchodním konci Labradoru, z obou stran Hudsonova průlivu, na větší části Baffinova ostrova i na části pobřeží dalších ostrovů dále na sever. Má starý erozní povrch téměř bez usazenin. Při pohledu z vyvýšeného bodu spatříme rovný obzor přerušovaný zaoblenými nebo stolovými vrchy. Reliéf podél východního pobřeží je převážně zvednutý a nejvyšších nadmořských výšek dosahuje Kanadský štít právě tady. Řetězec hor, někdy také zvaný Arktické pohoří (Arctic Cordillera), začíná už podél rozvodí na Labradoru (Torngat Mountains), za Hudsonovým průlivem se táhne podél východního a severovýchodního pobřeží Baffinova ostrova, ostrova Devon a do poloviny Ellesmerova ostrova. Sever Ellesmerova ostrova včetně nejvyššího vrcholu Barbeau Peak už se nepovažuje za součást Kanadského štítu. Zdejší hory, zvané Innuitian Range, jsou mnohem mladší, vznikly v druhohorách pohybem severoamerické desky k severu. Nejvyšší bod Davisovy oblasti i celého Kanadského štítu leží na Baffinově ostrově. Podle Atlas of Canada měří 2143 m, podle Velkého atlasu světa se jmenuje Penny Ice Cap a dosahuje 2591 m.